# シンバイオ製薬
シンバイオ製薬株式会社（しんばいおせいやく）英: SymBio Pharmaceuticals Limited）は、東京都港区に本社を置く創薬ベンチャー企業である。

## 事業
医薬品業界の構造的変化とともに拡大する「空白の治療領域」に集中特化した新薬開発に取り組み、未だ満たされていない医療ニーズに応える活動によって企業としての持続的成長を目指している。
　がん、血液、ウイルス感染症を中心とする希少疾患を核として、すでにヒトでのPOCが確認されている有望な開発候補品を世界中から探索・導入し、独自の新薬開発プラットフォームにより、高確率で迅速な創薬を目指すビジネスモデルである。2010年から販売代理店エーザイを通じて、抗がん剤「トレアキシン」の発売を開始。2020年12月からは自社販売を開始している。また、2011年7月に導入した抗がん剤「リゴセルチブナトリウム」及び2019年9月に導入した抗ウイルス薬「ブリンシドフォビル（BCV）」のグローバル開発を進めており。世界各国のアカデミアや研究施設との共同研究にも力を入れている。「ブリンシドフォビル（BCV）」は二本鎖DNAウイルスに対して幅広い効果を有しており、アメリカ国立衛生研究所（NIH）所属のアメリカ国立神経疾患・脳卒中研究所（NINDS）及びアメリカ国立アレルギー・感染症研究所（NIAID）との間で、共同研究開発契約（CRADA）を2023年3月及び4月に締結した。2023年5月には、造血幹細胞移植後のアデノウイルス感染症を対象とした第Ⅱ相臨床試験において、人での効果と安全性が認められ、POCを確立している。2024年1月、ブリンシドフォビル注射剤による用途特許を日本において取得。

## 沿革
- 2005年 - シンバイオ製薬株式会社を設立。
- 2010年 - 東京証券取引所JASDAQ市場グロースに上場。

## 所在地
- 本社 東京都港区虎ノ門